# Ute Dettmar
Ute Dettmar (* 1969) ist eine deutsche Germanistin.

## Leben
Nach dem Studium der Germanistik und Hispanistik an der Goethe-Universität und der Universität Málaga und der Promotion 2000 an der Universität Frankfurt am Main ist sie seit 2015 Professorin für Kinder- und Jugendliteraturwissenschaft an der Goethe-Universität Frankfurt am Main.
Ihre Arbeitsschwerpunkte sind Kinder- und Jugendliteratur und -medien vom 18. Jahrhundert bis zur Gegenwart, Kinder und Jugendliteratur und Erinnerungskultur, Geschichte, Ästhetik und Kritik der Populärkultur und Serialität und Transmedialität.

## Schriften (Auswahl)
- Das Drama der Familienkindheit. Der Anteil des Kinderschauspiels am Familiendrama des späten 18. und frühen 19. Jahrhunderts. München 2002, ISBN 3-7705-3655-X.
- Scherz, List, Rache. Formen und Funktionen des Komischen in der Kinderliteratur. Oldenburg 2009.
- mit Mareile Oetken (Hg.): Grenzenlos. Mauerfall und Wende in (Kinder- und Jugend-)Literatur und Medien. Heidelberg 2010, ISBN 978-3-8253-5755-9.
- mit Claudia Maria Pecher und Ron Schlesinger (Hg.): Märchen im Medienwechsel. Zur Geschichte und Gegenwart des Märchenfilms. Stuttgart 2017, ISBN 3-476-04592-7.